# Vicenza Calcio 2003-2004
Questa voce raccoglie le informazioni riguardanti il Vicenza Calcio nelle competizioni ufficiali della stagione 2003-2004.

## Stagione
Per l'annata 2003-2004 arrivò a Vicenza l'allenatore ascolano Beppe Iachini. La squadra biancorossa, a causa di difficoltà economiche, venne puntellata con alcuni veterani nativi del vicentino come il difensore Massimo Paganin e l'attaccante Eddy Baggio (fratello del più celebre Roberto): grazie alla loro esperienza e alla vivacità di alcuni giovani, Iachini riuscì a condurre in porto una tranquilla salvezza piazzandosi in tredicesima posizione a metà classifica alla pari del Napoli con 56 punti, frutto di 12 vittorie, 20 pareggi e 14 sconfitte in un campionato costituito da 24 squadre e 46 giornate, che vide 6 promozioni. Il bomber delle scorse stagioni Massimo Margiotta, venne ceduto nell'estate 2003 in Serie A al Perugia, ma a gennaio, dopo aver segnato 4 reti nella massima serie, ed alcune reti in Coppa UEFA con gli umbri, ritornò al Vicenza, mettendo a segno 10 reti nel girone di ritorno e contribuendo alla salvezza biancorossa. Nella Coppa Italia il Vicenza, inserito nel 4º girone di qualificazione, disputò la prima giornata del girone, pareggiando (1-1) a Trieste, poi partecipò alla protesta delle squadre di Serie B, non scendendo in campo negli altri due incontri con Atalanta e Venezia: la protesta fu sostenuta per il format a 24 squadre, che la Lega dovette adottare, in seguito al Caso Catania, che condizionò anche il finale del precedente torneo cadetto.

## Rosa
| N. |                       | Ruolo | Calciatore           |
| -- | --------------------- | ----- | -------------------- |
| 1  | Italia (bandiera)     | P     | Giorgio Sterchele    |
| 2  | Italia (bandiera)     | D     | Roberto Vitiello     |
| 3  | Italia (bandiera)     | D     | Juri Tamburini       |
| 4  | Italia (bandiera)     | D     | Claudio Rivalta      |
| 5  | Italia (bandiera)     | C     | Federico Crovari     |
| 6  | Portogallo (bandiera) | D     | Vasco Faísca         |
| 7  | Italia (bandiera)     | C     | Emanuele Morini      |
| 8  | Italia (bandiera)     | C     | Paolo Cristallini    |
| 9  | Italia (bandiera)     | A     | Stefan Schwoch       |
| 10 | Italia (bandiera)     | C     | Vincenzo Sommese     |
| 10 | Australia (bandiera)  | C     | Paul Okon            |
| 11 | Brasile (bandiera)    | A     | Jeda                 |
| 11 | Venezuela (bandiera)  | A     | Massimo Margiotta    |
| 12 | Italia (bandiera)     | P     | Emanuele Lirussi     |
| 13 | Italia (bandiera)     | D     | Cristian Adami       |
| 13 | Italia (bandiera)     | D     | Alessandro Dal Canto |
| 14 | Italia (bandiera)     | C     | Simone Padoin        |
| 15 | Italia (bandiera)     | A     | Massimo De Martin    |
| 16 | Italia (bandiera)     | C     | Ivano Della Morte    |

| N. |                                | Ruolo | Calciatore            |
| -- | ------------------------------ | ----- | --------------------- |
| 16 | Italia (bandiera)              | C     | Gilberto Zanoletti    |
| 17 | Italia (bandiera)              | A     | Stefano Pietribiasi   |
| 18 | Italia (bandiera)              | C     | Fabio Firmani         |
| 18 | Italia (bandiera)              | C     | Roberto Magnani       |
| 18 | Italia (bandiera)              | C     | Francesco Lodi        |
| 19 | Italia (bandiera)              | D     | Massimo Paganin       |
| 20 | Francia (bandiera)             | A     | Julien Rantier        |
| 21 | Italia (bandiera)              | C     | Luca Rigoni           |
| 22 | Italia (bandiera)              | C     | Massimo Bonanni       |
| 23 | Italia (bandiera)              | D     | Paolo Guastalvino     |
| 24 | Italia (bandiera)              | C     | Davide Biondini       |
| 25 | Serbia e Montenegro (bandiera) | P     | Vlada Avramov         |
| 26 | Italia (bandiera)              | P     | Antonino Bonvissuto   |
| 27 | Danimarca (bandiera)           | A     | Marc Nygaard          |
| 29 | Italia (bandiera)              | A     | Eddy Baggio           |
| 30 | Italia (bandiera)              | C     | Diego Di Gennaro      |
| 31 | Italia (bandiera)              | C     | Damiano Moscardi      |
| 32 | Italia (bandiera)              | D     | Riccardo Fissore      |
| 55 | Ghana (bandiera)               | A     | Chif Sadiki-Abubakari |

## Marcatori biancorossi
* ceduto nel corso della stagione

## Risultati

### Campionato

#### Girone di andata
| Arbitro: | Cassarà (Palermo) |

|                     |           |  |
| Cipriani 42’ (rig.) | Marcatori |  |

| Arbitro: | De Marco (Chiavari) |

|               |           |             |
| E. Baggio 53’ | Marcatori | 62’ Cordova |

| Arbitro: | Cruciani (Pesaro) |

|              |           |               |
| M. Rossi 24’ | Marcatori | 35’ Tamburini |

| Arbitro: | Tombolini (Ancona) |

|               |           |            |
| De Martin 20’ | Marcatori | 12’ Riganò |

| Arbitro: | Rizzoli (Bologna) |

|                 |           |          |
| Princivalli 83’ | Marcatori | 65’ Jeda |

| Arbitro: | Cassarà (Palermo) |

|             |           |                               |
| Rivalta 14’ | Marcatori | 45+1’ Salvetti 60’ Papa Waigo |

| Arbitro: | Rocchi (Firenze) |

|  |           |                 |
|  | Marcatori | 27’ (rig.) Jeda |

| Arbitro: | Preschern (Mestre) |

|          |           |                   |
| Fini 16’ | Marcatori | 72’ (aut.) Monaco |

| Arbitro: | Cassarà (Palermo) |

|  |           |             |
|  | Marcatori | 8’ Rastelli |

| Arbitro: | Bergonzi (Genova) |

|                    |           |             |
| Zamboni 60’ (rig.) | Marcatori | 8’ Moscardi |

| Arbitro: | Dondarini (Finale Emilia) |

|                       |           |  |
| Jeda 7’ Bonanni 45+1’ | Marcatori |  |

| Arbitro: | Brighi (Cesena) |

|                             |           |          |
| Carobbio 20’ G. Ferrari 88’ | Marcatori | 43’ Jeda |

| Vicenza 9 novembre 2003, ore 15:00 13ª giornata | Vicenza            | 0 – 0 | Genoa | Stadio Romeo Menti\| Arbitro: \| Ayroldi (Molfetta) \| |
| Arbitro:                                        | Ayroldi (Molfetta) |       |       |                                                        |

| Arbitro: | Saccani (Mantova) |

|  |           |            |
|  | Marcatori | 30’ Padoin |

| Arbitro: | Cruciani (Pesaro) |

|                        |           |                                 |
| Jeda 37’ E. Baggio 73’ | Marcatori | 6’ D. Martinelli 25’ Tiribocchi |

| Arbitro: | M. Mazzoleni (Bergamo) |

|                            |           |  |
| Speranza 48’ Sosa 56’, 62’ | Marcatori |  |

| Arbitro: | Rodomonti (Roma) |

|  |           |              |
|  | Marcatori | 54’ Gonnella |

| Pescara 7 dicembre 2003, ore 15:00 18ª giornata | Pescara             | 0 – 0 | Vicenza | Stadio Adriatico\| Arbitro: \| Castellani (Verona) \| |
| Arbitro:                                        | Castellani (Verona) |       |         |                                                       |

| Vicenza 14 dicembre 2003, ore 15:00 19ª giornata | Vicenza           | 0 – 0 | Palermo | Stadio Romeo Menti\| Arbitro: \| Rizzoli (Bologna) \| |
| Arbitro:                                         | Rizzoli (Bologna) |       |         |                                                       |

| Arbitro: | Nucini (Bergamo) |

|          |           |           |
| Jeda 79’ | Marcatori | 23’ Ganci |

| Arbitro: | Bolognino (Milano) |

|           |           |  |
| Frick 10’ | Marcatori |  |

| Arbitro: | Bergonzi (Genova) |

|                                       |           |           |
| Faisca 15’ Rigoni 84’ E. Baggio 90+4’ | Marcatori | 43’ Longo |

| Arbitro: | Romeo (Verona) |

|            |           |                            |
| Protti 54’ | Marcatori | 12’ Tamburini 86’ Moscardi |

#### Girone di ritorno
| Arbitro: | Rizzoli (Bologna) |

|  |           |                |
|  | Marcatori | 45’ C. Colombo |

| Arbitro: | Rocchi (Firenze) |

|                         |           |               |
| Cordova 18’ (rig.), 52’ | Marcatori | 10’ Margiotta |

| Arbitro: | M. Mazzoleni (Bergamo) |

|                                |           |                    |
| Margiotta 22’, 43’ Schwoch 75’ | Marcatori | 34’ (rig.) Parente |

| Arbitro: | Cruciani (Pesaro) |

|                   |           |               |
| Riganò 52’ (rig.) | Marcatori | 38’ Margiotta |

| Arbitro: | Girardi (San Donà di Piave) |

|                  |           |               |
| Schwoch 56’, 61’ | Marcatori | 37’ Di Napoli |

| Arbitro: | Gabriele (Frosinone) |

|                                 |           |                                        |
| Tamburini 39’ (aut.) Myrtaj 55’ | Marcatori | 9’ Bonanni 66’ Margiotta 83’ Zanoletti |

| Arbitro: | M. Mazzoleni (Bergamo) |

|                            |           |                            |
| Margiotta 30’ Moscardi 59’ | Marcatori | 26’ Sorrentino 38’ Kutuzov |

| Arbitro: | De Marco (Chiavari) |

|                            |           |  |
| Tamburini 28’ Biondini 89’ | Marcatori |  |

| Arbitro: | Carlucci (Molfetta) |

|  |           |               |
|  | Marcatori | 57’ Margiotta |

| Arbitro: | Racalbuto (Gallarate) |

|               |           |  |
| Tamburini 79’ | Marcatori |  |

| Cagliari 21 marzo 2004, ore 15:00 34ª giornata | Cagliari         | 0 – 0 | Vicenza | Stadio Sant'Elia\| Arbitro: \| Nucini (Bergamo) \| |
| Arbitro:                                       | Nucini (Bergamo) |       |         |                                                    |

| Arbitro: | Cruciani (Pesaro) |

|             |           |  |
| Schwoch 87’ | Marcatori |  |

| Arbitro: | Romeo (Verona) |

|                        |           |  |
| Caccia 35’ Cordone 89’ | Marcatori |  |

| Arbitro: | Cruciani (Pesaro) |

|             |           |                |
| Schwoch 88’ | Marcatori | 90+4’ Pecorari |

| Arbitro: | Carlucci (Molfetta) |

|             |           |            |
| Fabbrini 6’ | Marcatori | 41’ Rigoni |

| Arbitro: | Tagliavento (Terni) |

|                                    |           |                        |
| Margiotta 21’ Schwoch 90+4’ (rig.) | Marcatori | 39’, 64’, 69’ La Vista |

| Arbitro: | Girardi (San Donà di Piave) |

|                                       |           |                                     |
| Bellini 34’ Pazzini 36’ Pinardi 90+6’ | Marcatori | 44’ (rig.) Schwoch 66’ (aut.) Taibi |

| Arbitro: | Carlucci (Molfetta) |

|               |           |               |
| Margiotta 72’ | Marcatori | 67’ Giampaolo |

| Arbitro: | Pellegrino (Barcellona Pozzo di Gotto) |

|                                       |           |  |
| Gasbarroni 10’ Toni 25’ Di Donato 65’ | Marcatori |  |

| Arbitro: | Ayroldi (Molfetta) |

|                  |           |               |
| Ganci 24’ (rig.) | Marcatori | 50’ Margiotta |

| Arbitro: | De Marco (Chiavari) |

|             |           |                            |
| Rantier 87’ | Marcatori | 43’ M. Esposito 56’ Nicola |

| Salerno 5 giugno 2004, ore 20:30 45ª giornata | Salernitana       | 0 – 0 | Vicenza | Stadio Arechi\| Arbitro: \| Bergonzi (Genova) \| |
| Arbitro:                                      | Bergonzi (Genova) |       |         |                                                  |

| Arbitro: | Brighi (Cesena) |

|                          |           |                       |
| Morini 63’ Bonanni 90+2’ | Marcatori | 78’, 86’ C. Lucarelli |

### Coppa Italia

#### Girone 4
| Arbitro: | Girardi (San Donà di Piave) |

|                  |           |               |
| Aubameyang 90+2’ | Marcatori | 88’ Margiotta |

| 26 agosto 2003 2ª giornata | Vicenza | – Partita non disputata | Venezia |  |

| 5 settembre 2003 3ª giornata | Vicenza | – Partita non disputata | Atalanta |  |